# Li Fanghui
Li Fanghui (en chino: 李方慧; 10 de marzo de 2003) es una deportista china que compite en esquí acrobático.
Ganó una medalla de plata en el Campeonato Mundial de Esquí Acrobático de 2025, en la prueba de halfpipe. Consiguió una medalla de plata en los X Games de Invierno Aspen 2025.
Participó en los Juegos Olímpicos de Pekín 2022, ocupando el quinto lugar en la prueba de halfpipe.

## Medallero internacional
| Campeonato Mundial | Campeonato Mundial | Campeonato Mundial | Campeonato Mundial |
| Año                | Lugar              | Medalla            | Prueba             |
| ------------------ | ------------------ | ------------------ | ------------------ |
| 2025               | Engadina (Suiza)   | Medalla de plata   | Halfpipe           |

| X Games de Invierno | X Games de Invierno    | X Games de Invierno | X Games de Invierno |
| Año                 | Lugar                  | Medalla             | Prueba              |
| ------------------- | ---------------------- | ------------------- | ------------------- |
| 2025                | Aspen (Estados Unidos) | Medalla de plata    | Superpipe           |